# Vytautas Majoras
Vytautas Majoras (23. září 1930, Vilkų Kampas – 19. března 2006, Jurgaičiai) byl litevský lidový umělec, sochař (hlavně dřevořezbář), v jehož díle se silně projevovala láska k rodnému klaipėdskému kraji. Byl také členem Svazu politických vězňů a vyhnanců. Množství jeho děl je v originální usedlosti Birutės Majorienės sodyba, kterou vybudoval se svou manželkou Birutė ve vesnici Jurgaičiai a která se stala turistickou atrakcí.

## Životopis
Vytautas Majoras se narodil 23. září 1930 v rodině malorolníků v Žemaitsku, ve vsi zajímavého jména Vilkų Kampas (český Vlčí kout, okres Šilutė nedaleko Švėkšny). Za studií na švėkšenském gymnáziu byl v roce 1947, tj. ve svých 16 letech vězněn v Šilutském vězení, kde mu například při vyslýchání vložili mezi prsty kousky dřeva a stisknutím mu tak všechny prsty zlomili, a poté se bez soudu dostal do vyhnanství „za účast v nelegálním odboji“. Ve skutečnosti byl řadovým členem skupiny asi 10 partyzánů Geležinis Vilkas, kterou dal dohromady kolem roku 1946 Antanas Žemgulis-Putinas. Majoras tam měl přezdívku Klevas (česky Javor). Ve vyhnanství v Rusku přestál bití, hladomor, šikanu a několik etap přesunů mezi lágry proslavenými svojí krutostí a „vystudoval“ svoje „Univerzity života“: lidové umění, řezbářství…
Jako mladík nuceně pracoval ve slévárně a tam se přiučil zámečnickému řemeslu, truhlařině, stolařině, tesařině a dalším řemeslům. Ve vyhnanství se seznámil se zástupci litevské inteligence. Do okruhu jeho známých tak patřili např. básníci Antanas Miškinis a Juozas Gražulis, překladatel antické literatury Liudas Dambrauskas, operní sólista Antanas Kučingis nebo sochař Bronius Petrauskas. Po osmi letech vyhnanství se mu podařilo vrátit se do Litvy.
Po návratu usiloval o to stát se umělcem. V roce 1955 vstoupil do Střední školy užitého umění v Telšiajích, kterou absolvoval v roce 1959, potom pracoval v Klaipėdě v ateliéru-kombinátu Dailė. V roce 1960 spoluzaložil Společnost lidového umění (litevsky Liaudies meno draugija). Několik let předsedal žemaitské sekci Svazu lidových tvůrců (lit. Tautodailininkų sąjunga). Od roku 1964 Lidový umělec (lit. liaudies meistras).
Zemřel 19. března 2006 a je pochován pochován na Klaipėdském hřbitově v Lėbartai.

## Usedlost v Jurgaičiai

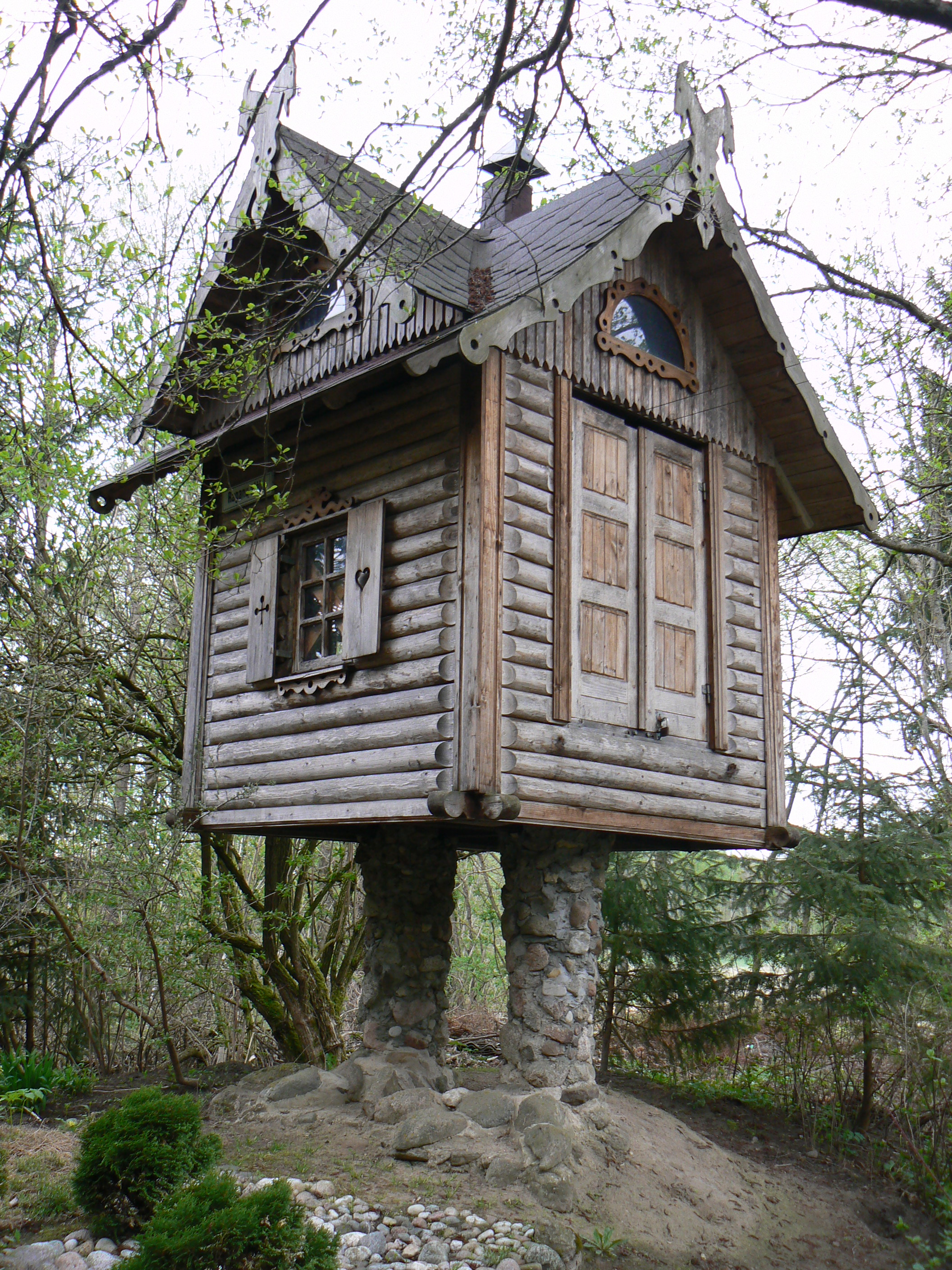
...z domku na kuřích nohách náhle vyletí čarodějnice...

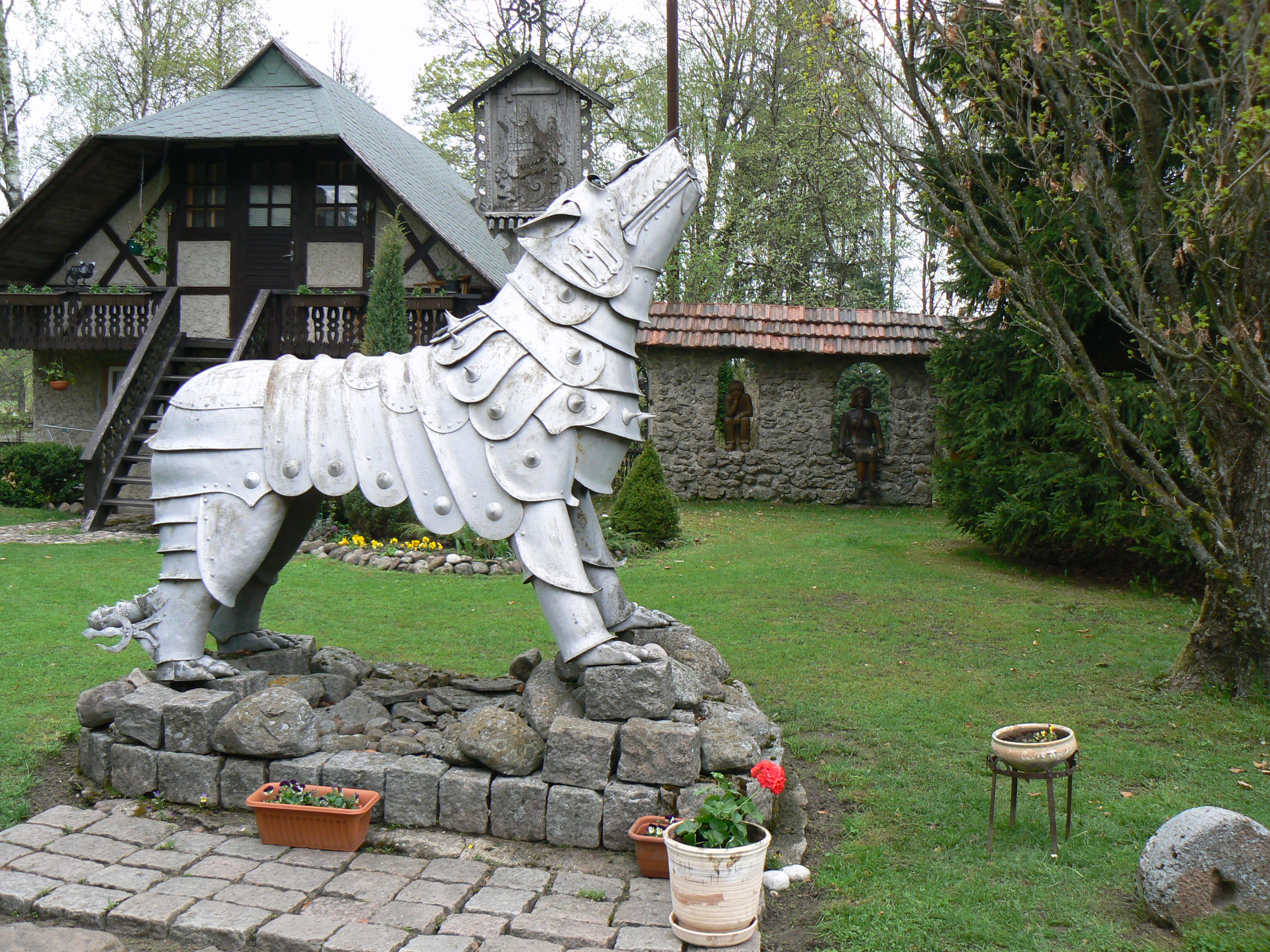
Železný vlk hned začne neskutečným hlasem výt...

Spolu s manželkou Birutė objevili na první pohled řadovou ves Jurgaičiai. Byla opuštěná, neboť všichni tři původní usedlíci skončili v gulagu. Přestěhoval se tam a svoji usedlost změnil na oázu krásy, pohodlí a nevšedního kumštu, kde kraluje harmonie lidské fantazie, talentu a přírody. Je přístupná pro každého, návštěvníky jsou zejména školáci, svatebčané, pozvaní hosté i náhodní kolemjdoucí.
Daiva Beliokaitė fantastický svět usedlosti popsala: Najdete zde neskutečným hlasem vyjícího a zuby cvakajícího železného vlka, řehtajícího koně s rytířem, harašícím svým brněním, z domku na kuřích nohách náhle vyletí čarodějnice na koštěti, která si něco brblá pod nosem, a teprv když přeletí rybník (na potoce Brugis, který je přítokem Minije), se stejně náhle vrátí zpět a vztekle za sebou zabouchne okna.

## Tvorba

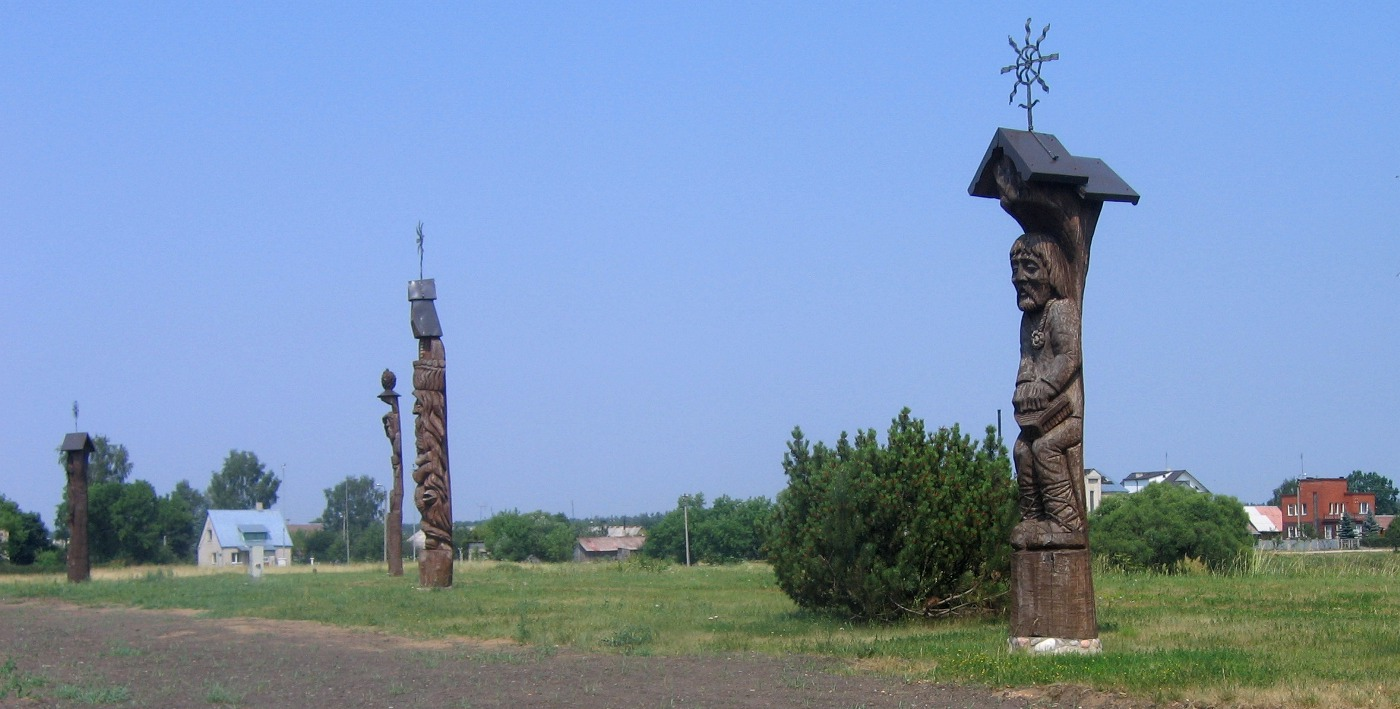
Čiurlioniova cesta

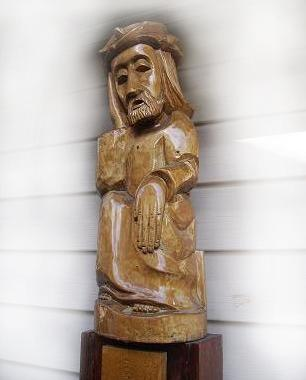
Rūpintojėlis (Kristus - opatrovníček)

- Ze dřeva vyřezané basreliéfy tří národních osobností Malé Litvy: Martynas Mažvydas, Kristijonas Donelaitis a Ieva Simonaitytė' v prostorech Klaipėdské univerzity
- Ze dřeva vyřezaní pohanští bohové:[4] Perkūnas, Patrimpas' a Pikuolis. Spolu s dalšími sochami zdobili Festival písní Litevců z celého světa.
- Povstalci (památník ke stému výročí povstání roku 1863), Čiurlionis, Klaipėda… cestovaly z výstavy na výstavu
- V rodišti M. Valančiuse (Nasrėnai) vyřezal sochu Palangos Juzė
- Socha Herkus Mantas
- Spolu s dalšími se podílel na památníku Ablinga (1972), je autorem jeho projektu
- Sochy na Hoře čarodějnic v Juodkrantė
- Čiurlioniova cesta (lit. Čiurlionio kelias) ve Staré Varėně u Druskininků
- Žemaitis na hradišti Skomantai, který ve vysochaném textu v žemaitštině vedle sochy vykládá čestnou historii Žemaitska, nelítostné boje za litevskou vlast.
- Památníky Lurdas, Tremtinių paminklas (památník vyhnancům) a další v obci Veiviržėnai (1990)
- Bezpočet soch Krista - opatrovníčka (litevsky rūpintojėlis), křížů v městysech, na vesnických hřbitovech, sošek svatých, soch na téma litevské lidové mytologie (i jiná podobná témata), darovaných soch…

Značné množství Majorových soch se ocitlo v Německu, USA, Dánsku a jinde, svá díla vystavoval také na množství autorských výstav a na 26 výstavách folklórního umění.
Jako materiál používal hlavně jasanové a dubové dřevo.

## Ocenění
- Státní cena (1982)
- Řád Velkoknížete Gediminase a Diplomem V. třídy (1996)
- Za popularizaci spisovatelky Evy Simonaitytė (dubová socha Evy Simonaitytė ve Vanagách (1986), dubový krikštas J. Simonaitisovi na Vanagském hřbitově, vyřezávaný dřevěný ukazatel do rodiště spisovatelky) byla Majorovi udělena Cena Ievy Simonaitytė (1998)
- Upomínkový odznak města Gargždai (2004)